# 498 г. пр.н.е.

## Събития

### В Азия

#### В Персийската империя
- Цар на Персийската (Ахеменидска) империя e Дарий I (522 – 486 г. пр.н.е.).[1]
- Йонийско въстание:
  - През пролетта в Милет пристигат 20 атински и 5 еретрийски кораби, които усилват силите на въстаниците.[2]
  - Силите на въстаниците и подкрепленията им се установяват в Ефес, откъдето извършват изненадваща атака над град Сарди, който е седалище на сатрапа на Лидия Артаферн. По-голямата част от града е превзета и изгорена, но Артаферн успява да се укрепи и да удържи цитаделата.[3]
  - След като йонийците разбират за пристигащи персийски подкрепления те започват бързо отстъпление, но в близост до Ефес са застигнати и разбити от персите. След това поражение, в което загива еретрийскя командир Евалкид, войиниците от Атина и Еретрия поемат обратно към дома.[3]
  - Йоннийският флот удържа победа над Византион и се насочва на юг, за да вдигне на въстание градовете на Кария.[3]
  - Гръцките градове на oстров Кипър въстават. Главният финикийски град Аматунда е обсаден.[3]

### В Европа

#### В Римската република
- Консули (498/497 г.пр.н.е.) са Квинт Клелий Сикул и Тит Ларций Флав (за II път).
- Основана е колония във Фидена.[4]

#### В Македония
- Цар Аминта I умира и е наследен сина си Александър I.

#### В Сицилия
- Тиранът на Гела Клеандър е убит, а властта е поета от брат му Хипократ.[5]

## Родени
- Хиподам Милетски, древногръцки учен, теоретик, архитект и прагматик (умрял 408 г. пр.н.е.)

## Починали
- Аминта I, цар на Древна Македония
- Евалкид, гръцки атлет и военен командир от Еретрия
- Клеандър, тиран на град Гела (управлявяал 505 – 498 г. пр.н.е.)